# Route nationale 59E (Roumanie)
La DN59E (en roumain : Drumul Național 59E) est une route nationale roumaine du județ de Timiș, effectuant la connexion entre la DN59C, à Comloșu Mare, et la frontière avec la Serbie.